# هوانگ آن توان
هوانگ آن توان (انگلیسی: Hoàng Anh Tuấn؛ زادهٔ ۱۲ فوریهٔ ۱۹۸۵) وزنه‌بردار اهل ویتنام است.
وی در مسابقات کشوری و بین‌المللی در مجموع برندهٔ ۲ مدال نقره، ۲ مدال برنز شده‌است.